# Diplosentis amphacanthi
Diplosentis amphacanthi is een soort haakworm uit het geslacht Diplosentis. De worm behoort tot de familie Diplosentidae. Diplosentis amphacanthi werd in 1937 beschreven door M. A. Tubangui & V. A. Masilungan.